# Tobias Mohr
 (août 2023).
Si vous disposez d'ouvrages ou d'articles de référence ou si vous connaissez des sites web de qualité traitant du thème abordé ici, merci de compléter l'article en donnant les références utiles à sa vérifiabilité et en les liant à la section « Notes et références ».
Tobias Mohr, né le 24 août 1995 à Aix-la-Chapelle, est un footballeur allemand qui joue au poste d'ailier gauche au Standard de Liège.

## Biographie
Tobias Mohr débute le football au Borussia Brand, petit club en périphérie de la ville d'Aix-la-Chapelle, avant d'intégrer le club de l'Alemannia Aachen où il poursuit sa formation. Il termine la saison 2021-2022 avec huit buts inscrits et sept passes décisives délivrées, ce qui constitue son meilleur total en carrière.

### Schalke 04
À la suite de la saison 2021-2022, il s'engage le 1er juillet 2022 avec Schalke 04, tout juste remonté en Bundesliga, pour une durée de trois saisons. Il ne peut éviter la descente du club en 2. Bundesliga en juin 2023.

### Standard de Liège
Le 1er juillet 2025, il s'engage librement avec le Standard de Liège, en division 1 belge. Il signe un contrat de trois saisons le liant au club liégeois jusqu'en 2028. Il est titulaire dès le premier match du championnat de Belgique à la RAAL La Louvière le 26 juillet (victoire 0-2).

## Statistiques
| Saison                | Club                  | Championnat           | Championnat | Championnat | Championnat | Coupe(s) nationale(s) | Coupe(s) nationale(s) | Coupe(s) nationale(s) | Total | Total | Total |
| Saison                | Club                  | Division              | M.          | B.          | P.d.        | M.                    | B.                    | P.d.                  | M.    | B.    | P.d.  |
| 2014-2015             | Alemannia Aachen      | Regionalliga Ouest    | 10          | 0           | 2           | 1                     | 0                     | 0                     | 11    | 0     | 2     |
| 2016-2016             | Alemannia Aachen      | Regionalliga Ouest    | 21          | 2           | 3           | -                     | -                     | -                     | 21    | 2     | 3     |
| 2016-2017             | Alemannia Aachen      | Regionalliga Ouest    | 30          | 1           | 2           | 1                     | 1                     | 0                     | 31    | 2     | 2     |
| 2017-2018             | Alemannia Aachen      | Regionalliga Ouest    | 20          | 1           | 6           | 4                     | 0                     | 0                     | 24    | 1     | 6     |
| Sous-total            | Sous-total            | Sous-total            | 81          | 4           | 13          | 6                     | 1                     | 0                     | 87    | 5     | 13    |
| 2018-2019             | Greuther Fürth        | 2. Bundesliga         | 19          | 4           | 4           | 1                     | 0                     | 0                     | 20    | 4     | 4     |
| 2019-2020             | Greuther Fürth        | 2. Bundesliga         | 17          | 1           | 5           | 1                     | 0                     | 0                     | 18    | 1     | 5     |
| Sous-total            | Sous-total            | Sous-total            | 36          | 5           | 9           | 2                     | 0                     | 0                     | 38    | 5     | 9     |
| 2019-2020             | FC Heidenheim         | 2. Bundesliga         | 16+1        | 1+0         | 1+2         | -                     | -                     | -                     | 17    | 1     | 3     |
| 2020-2021             | FC Heidenheim         | 2. Bundesliga         | 26          | 2           | 6           | 1                     | 0                     | 0                     | 27    | 2     | 6     |
| 2021-2022             | FC Heidenheim         | 2. Bundesliga         | 33          | 8           | 7           | 1                     | 0                     | 1                     | 34    | 8     | 8     |
| Sous-total            | Sous-total            | Sous-total            | 76          | 11          | 16          | 2                     | 0                     | 1                     | 78    | 11    | 17    |
| 2022-2023             | Schalke 04            | Bundesliga            | 18          | 0           | 3           | 2                     | 0                     | 3                     | 20    | 0     | 6     |
| 2023-2024             | Schalke 04            | 2. Bundesliga         | 11          | 1           | 1           | 2                     | 0                     | 1                     | 13    | 1     | 2     |
| Sous-total            | Sous-total            | Sous-total            | 29          | 1           | 4           | 4                     | 0                     | 4                     | 33    | 1     | 8     |
| Total sur la carrière | Total sur la carrière | Total sur la carrière | 222         | 21          | 42          | 14                    | 1                     | 5                     | 236   | 22    | 47    |